# Jorge Hübner
Jorge Iván Hübner Gallo (Santiago, 11 de abril de 1923 - 17 de diciembre de 2006) fue un destacado jurista y político chileno. Diputado de la República, profesor de la Facultad de Derecho de la Universidad de Chile y decano en la misma.

## Primeros años
Hijo del matrimonio conformado por el famoso poeta chileno Jorge Hübner Bezanilla (amor imposible de Gabriela Mistral) y Ofelia Gallo Schiavetti.
Hübner Gallo, después de realizar estudios en Europa y el Colegio San Ignacio.pasó a filosofía en el Instituto Pedagógico y Derecho en la Facultad de Derecho de la Universidad de Chile, de donde fue profesor hasta el día de su muerte.  Juró como abogado el 5 de agosto de 1948 con la tesis “El concepto de derecho: breve ensayo de filosofía jurídica”.
En 1959, se doctoró en derecho en la Universidad Central de Madrid actual Universidad Complutense de Madrid bajo la dirección de José Ortega y Gasset. 
De opiniones conservadoras, adhirió al Partido Conservador y posteriormente al Partido Nacional..

## Vida pública
Durante mucho tiempo realizó también clases en el Internado Nacional Barros Arana. Siendo estudiante fue elegido presidente de la Federación de Estudiantes de la Universidad de Chile en el año 1946. Se desempeñó como diputado por el distrito de Santiago Centro durante el período entre 1961 - 1965, además de dirigir la Biblioteca del Congreso Nacional de Chile entre 1975 hasta el regreso de la democracia en 1990. Durante la dictadura militar de Augusto Pinochet se desempeñó en cargos como consejero del Consejo de Defensa del Estado y asesor del Ministerio de Relaciones Exteriores.
Durante su período como Director de la Biblioteca del Congreso Nacional de Chile se diseñó y se puso en funcionamiento el Banco de Datos Jurídicos y Legislativos. Esto supuso la automatización de diversas funciones de la Biblioteca, lo que amplió y agilizó sus servicios de consulta, referencia e investigación.
Pero en este campo aún quedaba mucho por hacer. Así, en 1990 con el restablecimiento de la democracia, el Congreso Nacional reinauguró sus sesiones en el nuevo edificio institucional en Valparaíso.
Fue miembro del directorio de la Editora Nacional Gabriela Mistral. Redactor de El Estanquero y de El Diario Ilustrado. Corresponsal del diario ABC de Madrid y representante del ABC de las Américas.
Fue miembro integrante de la Comisión Legislativa I, de la Junta de Gobierno entre el 4 de enero de 1976 y el 30 de marzo de 1981.
Integró también, la Primera Comisión Legislativa de Constitución, Economía, Fomento y Reconstrucción, Hacienda y Minería, entre el 1 de abril de 1981 y 1989.
Además, fue miembro fundador del Colegio de Periodistas de Chile, como también del Patronato del Instituto Chileno de Cultura Hispánica y de la Sociedad Chilena de Filosofía y su presidente en 1974.
El Gobierno de Italia lo condecoró con la Estrella de la Solidaridad Italiana.

## Obras
Entre sus libros destacan:
- El concepto del derecho: breve ensayo de filosofía jurídica Memoria de Prueba, Licenciatura en Ciencias Jurídicas y Sociales.Universidad de Chile, 1947.
- Los católicos en la política. Santiago. Ed. Zig-Zag, 1959.
- Los derechos humanos: historia - fundamento - efectividad. 1a.ed. Santiago. Ed. Jurídica de Chile, 1994.
- Introducción a la teoría de la norma jurídica y la teoría de la institución. Santiago. Ed. Jurídica, 1951.
- Introducción al Derecho. Santiago. Ed. Jurídica de Chile, 1966.
- Manual de Filosofía del Derecho.Santiago. Ed. Jurídica de Chile, 1954.
- Manual de introducción a las ciencias jurídicas y sociales. Santiago. Ed. Jurídica de Chile, 1952.
- El mito de la explosión demográfica: la autorregulación natural de las Poblaciones. Buenos Aires. Ed. Joaquín Almendros, 1968.
- Panorama de los derechos humanos. Santiago. Ed. Andrés Bello, 1973.